# Borovice jednolistá
Borovice jednolistá (Pinus monophylla) je malá severoamerická a pomalu rostoucí dlouhověká borovice, která jako jediná ze všech borovic na světě má pouze jednu jehlici ve svazečku.

## Synonyma
- Caryopitys monophylla
- Pinus californiarum
- Pinus cembroides varieta monophylla.

## Popis
Stálezelený, jehličnatý, pomalu rostoucí (přibližně, podle podmínek prostředí, 2 m za 60 let a 8,5 m za 150 let), větrosprašný a jednodomý strom, dožívající se věku 600–1000 let a dorůstající do výšky 5–14 m. Kmen je jednotlivý, občasně též násobný, značně se zužující a hodně zavětvený, dosahující průměru 0,5 m. Větve jsou rozložité a stoupající, vytrvávající směrem ke kmenové základně. Koruna je zaoblená či s plochým vrcholem a hustá. Borka je u mladých stromů hladká a tenká, 1–2 cm tlustá, u starších s hlubokými nepravidelnými prasklinami a hřebeny s tenkými šupinami a 2,5 cm tlustá a červenohnědá. Letorosty jsou silné, zprvu oranžověhnědé, později hnědé až šedé, někdy mírně chlupaté. Pupeny jsou elipsoidní, světle červenohnědé, 5–7 mm velké a pryskyřičnaté; okraje pupenových šupin jsou roztřepené.
Jehlice jsou stoupající, tuhé, zakřivené a válcovité. Vyskytují se ve svazečcích (Fasciculus) po 1 (vzácně též po 2); jehlice jsou 2–6 cm dlouhé a 1,3–2,5 mm široké; jehlice jsou šedozelené; s řadami průduchů (Stomata) na všech površích. Okraje jehlic jsou celistvé a špičky jehlic jsou šídlovité; svazečkové pochvy jsou 5–10 mm dlouhé, s brzy se zakřivujícími, růžice tvořícími a brzy opadávajícími šupinami. Jehlice zůstávají na stromě 4–10 let.
Samčí (pylové) šištice (Microstrobilus) jsou elipsoidní, žluté a 10 mm dlouhé. Samičí (semenné) šištice – šišky (Megastrobilus) jsou 4–8 cm dlouhé, zprvu zelené, dozráváním bledě žlutohnědé, téměř beze stopky, dozrávají ve dvou letech, jsou rozšířené a souměrné, před rozevřením vejčité, po rozevření široce propadle vejčité až téměř kulovité. Výrůstky (Apophysis) jsou zesílené a mírně vyvýšené. Přírůstek prvního roku (Umbo) je blízko středu, vyvýšený nebo snížený, téměř zkrácený a s krátkým a ostrým hrotem. Semena jsou válcovitě elipsoidní, 15–20 mm dlouhá, šedohnědá až hnědá, bezkřídlá a jedlá. Strom obvykle začíná plodit šišky od 35. roku věku a kvalitní úroda semen začíná od 75–100 roku věku stromu; k nejvyšší úrodě dochází ve věku 160–200 let.

## Příbuznost
Borovice jednolistá se podle některých botaniků vyskytuje pouze v jednom druhu bez jakýchkoliv poddruhů či variet, podle dalších botaniků se druh rozděluje do tří poddruhů a podle dalších botaniků se jedná o 3 variety:
- Pinus monophylla varieta monophylla:

průměr jehlic 1,3–1,6 mm, 12–40 řad průduchů, 2–9 pryskyřičných kanálků, 6–7 cm průměr otevřené šišky, délka semen 16–18 mm, tloušťka osemení 0,25–0,35 mm.
- Pinus monophylla varieta californiarum (synonyma: Pinus californiarum; Pinus monophylla poddruh californiarum):

průměr jehlic 1,2–1,4 mm, 9–35 řad průduchů, 5–24 pryskyřičných kanálků, 4,5–6 cm průměr otevřené šišky, délka semen 13–16 mm, tloušťka osemení 0,3–0,4 mm.
- Pinus monophylla varieta fallax (synonyma: Pinus edulis varieta fallax; Pinus californiarum poddruh fallax; Pinus monophylla poddruh fallax): průměr jehlic 1–1,3 mm, 14–18 řad průduchů, 3–6 pryskyřičných kanálků, 4,5–7,5 cm průměr otevřené šišky, délka semen 13,5–16 mm, tloušťka osemení 0,4–0,5 mm.

Borovice Pinus monophylla je blízce příbuzná s borovicí Pinus quadrifolia a obě tyto borovice se často spolu v přírodě kříží. Taktéž se borovice Pinus monophylla přirozeně kříží s borovicemi Pinus edulis a Pinus juarezensis.

## Výskyt
Domovinou Borovice jednolisté je Mexiko (stát Baja California) a Spojené státy americké (státy Arizona, Kalifornie, Nevada a Utah).
- Pinus monophylla varieta monophylla se vyskytuje v severní části oblasti výskytu.
- Pinus monophylla varieta californiarum: se vyskytuje v jihozápadní části oblasti výskytu.
- Pinus monophylla varieta fallax se vyskytuje v jihovýchodní části oblasti výskytu.

## Ekologie
Strom, rostoucí v nadmořských výškách 950–3000 m, na suchých horských svazích Velké pánve, kde tvoří rozsáhlé jalovcovo-borovicové lesy, nejčastěji s jalovci Juniperus occidentalis, Juniperus osteosperma a Juniperus californica a též s dubem Quercus turbinella. Ve vyšších nadmořských výškách občas s borovicí těžkou Pinus ponderosa; v pohoří White Mountains roste borovice jednolistá v nadmořských výškách 3000 m také s borovicí dlouhověkou (Pinus longaeva). Dále roste s pelyňky Artemisia arbuscula, Artemisia tridentata poddruh vaseyana, Artemisia tridentata poddruh wyomingensis, s chvojníkem Ephedra fasciculata, rostlinou z rodu Coleogyne Coleogyne ramosissima, rostlinami z rodu Echinocereus, lipnicí Poa secunda, muchovníkem bledým
Amelanchier pallida, oháňkovníkem Cercocarpus ledifolius, osinatcem Thurberovým
Achnatherum thurberianum, pámelníkem Symphoricarpos longiflorus, puršovkou Purshia tridentata, pýrovníkem Elymus elymoides, sveřepem střešním Bromus tectorum, svídou výběžkatou Cornus sericea, topolem úzkolistým Populus angustifolia, rostlinami z rodu zlatokeř Chrysothamnus a mnoha dalšími. Borovice Pinus monophylla roste též s dalšími druhy borovic, například s Pinus quadrifolia a borovicí Jeffreyovou Pinus jeffreyi.
Borovice jednolistá poskytuje úkryt, potravu a životní prostředí mnoha zvířatům, například křečku Peromyscus truei, syslu zlatavému Spermophilus lateralis, křečku huňatoocasému Neotoma cinerea, jelenci ušatému Odocoileus hemionus, jelenci běloocasému Odocoileus virginianus, vidlorohu americkému Antilocapra americana, ovci tlustorohé Ovis canadensis – poddruh ovce Nelsonova Ovis canadensis nelsoni, jelenovi wapiti Cervus canadensis, pumě americké Puma concolor, divokému koni, medvědům, lišce šedé Urocyon cinereoargenteus, rysu červenému Lynx rufus, kojotu prérijnímu Canis latrans, fretu kočičímu Bassariscus astutus, mustelám, veverkám, jezevcům, skunkovitým Mephitidae, ořešníku americkému Nucifraga columbiana, sojce Stellerově Cyanocitta stelleri a mnohým dalším.
Průměrné roční srážkové úhrny jsou v této oblasti velmi proměnlivé a pohybují se v rozpětí 200–600 mm, v Kalifornii dochází ke srážkám především v zimě, v podobě sněhu. Ve Velké pánvi dochází k silným mrazům, borovice jednolistá je velmi přizpůsobivá k přírodním podmínkám, je mrazuvzdorná do –23 °C, značně odolná proti suchu, v suchých podmínkách nicméně vyroste do menších rozměrů; pro dobrý růst vyžaduje hodně slunce; roste v půdách mělkých, vodu dobře propouštějících a málo nebo také hodně úrodných; půdy jsou především žulového původu, ale také naplaveninového původu, pH půdy 6–8. Strom je pro svou tenkou borku a nedostatečnou schopnost zbavovat se odumřelých částí velmi zranitelný ohněm.

## Nepřátelé a nemoci
Hmyz Matsucoccus acalyptus občas vysává mízu z jehlic a tím strom oslabuje, čímž poté někdy snadněji podléhá smrtícím útokům lýkožrouta Ips confusus. Na strom někdy též útočí lýkohub Dendroctonus ponderosae, rez vejmutovková Cronartium occidentale, houba Bifusella pini a houba ofiostoma Ophiostoma wageneri a další. Borovice jednolistá je, spolu s borovicí jedlou Pinus edulis, hostitelem trpasličího jmelí Arceuthobium divaricatum.

## Přátelé
Některé kmeny domorodých Američanů (indiánů) pro zranitelnost borovice jednolisté ohněm pravidelně po dosažení dospělosti stromu odstraňují nahromaděné mrtvé dřevo a prořezávají nejnižší větve těchto stromů a odstraňují keře, které by mohly napomoci šíření ohně do korun stromů.
Všechna zvířata zahrabávající semena stromu jsou pro strom důležitá, protože napomáhají jeho rozmnožování.

## Využití člověkem
V důsledku nepravidelného tvaru a pomalého růstu není strom využíván pro řezivo, místně je využíván jako palivové dříví. Jedlá semena obsahují přibližně 9,5 % bílkovin, 23 % tuků a 54 % sacharidů a také významné množství vitamínu A, niacinu, riboflavinu a thiaminu a po tisíciletí tvoří základ výživy pro domorodé Američany. Pro domorodé Američany má borovice jednolistá také duchovní, kulturní, estetický, ekonomický a lékařský význam.
Semena borovice Pinus monophylla jsou z hlediska výživových hodnot srovnatelná se semeny ořechovce pekanového. Borovice jednolistá je státním stromem Nevady.

## Ohrožení
Borovice jednolistá není považována organizací IUCN za ohroženou a stav její populace je stabilní. Strom byl v minulosti místně kácen pro zisk půdy pro pastevecké účely a také jako palivo do parních železničních lokomotiv a pro výrobu dřevěného uhlí pro pece na tavení stříbrné rudy. Pěstování stromu pro semena poskytuje přibližně stonásobně vyšší příjmy než jeho využití jako pastvy pro dobytek a obě tyto činnosti lze provozovat dohromady na témže pozemku, aniž by si navzájem vadily. Místně je též strom využíván jako vánoční stromek. Borovice jednolistá se nyní nachází v několika chráněných oblastech a je též pěstována v arboretech a ve větších parcích na východě USA a ve Velké Británii.

## Galerie

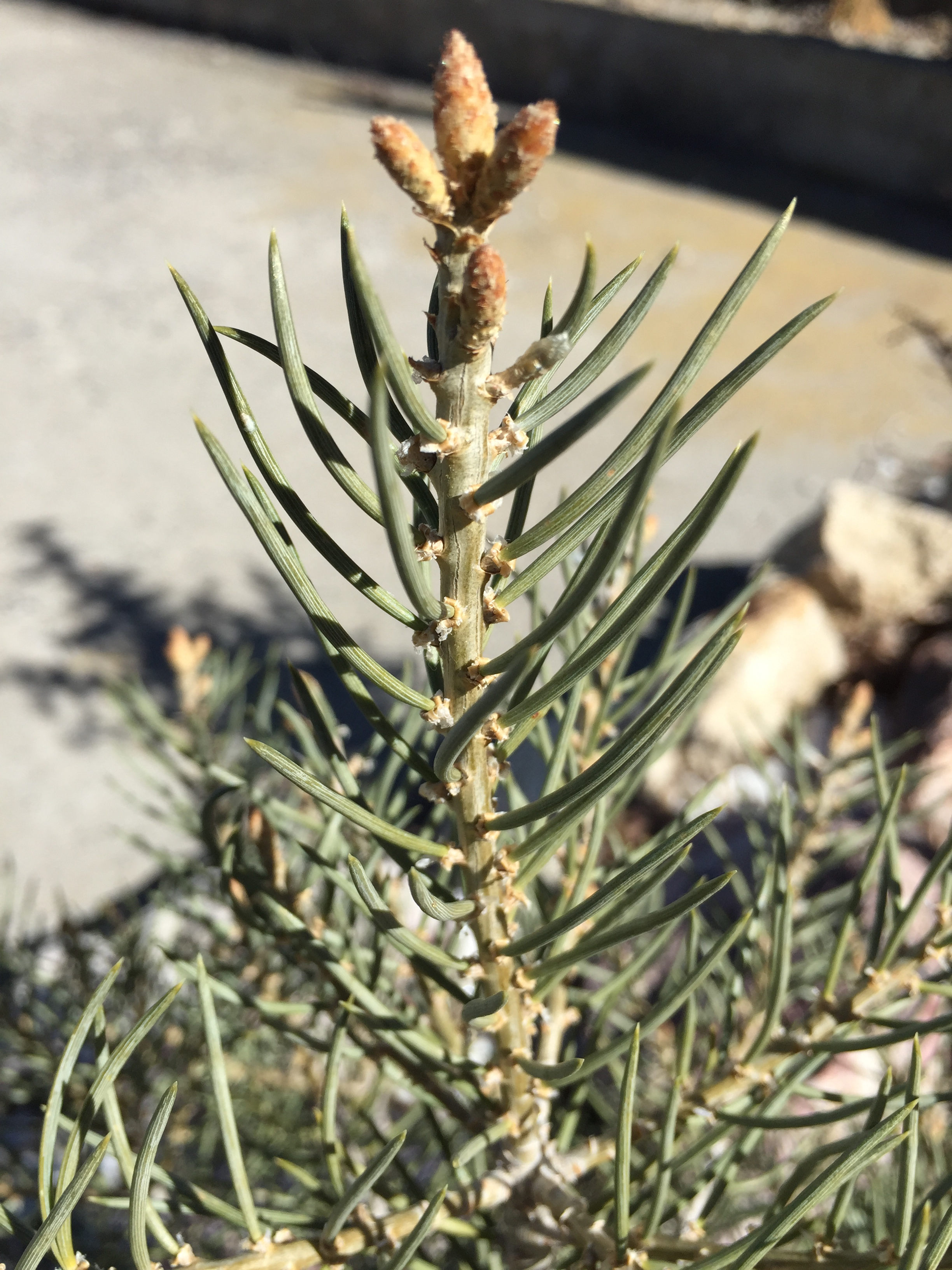
Detail jedné jehlice ve svazečku a pupenů, ve městě Elko, v Nevadě, v USA.
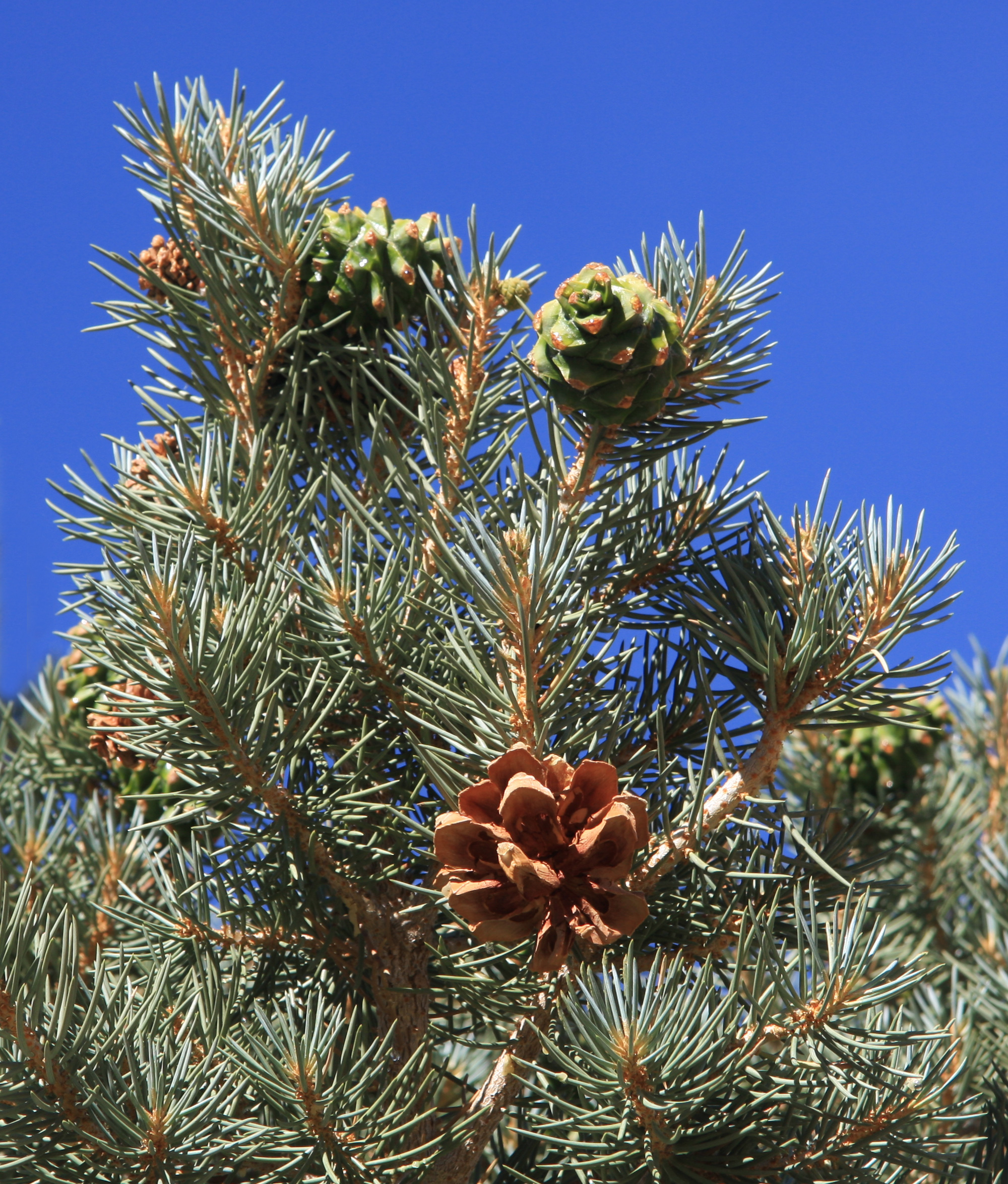
Samičí šištice na větvi, nahoře nezralé a dole zralé, rozevřené šišky, okres Mono County, stát Kalifornie, USA.
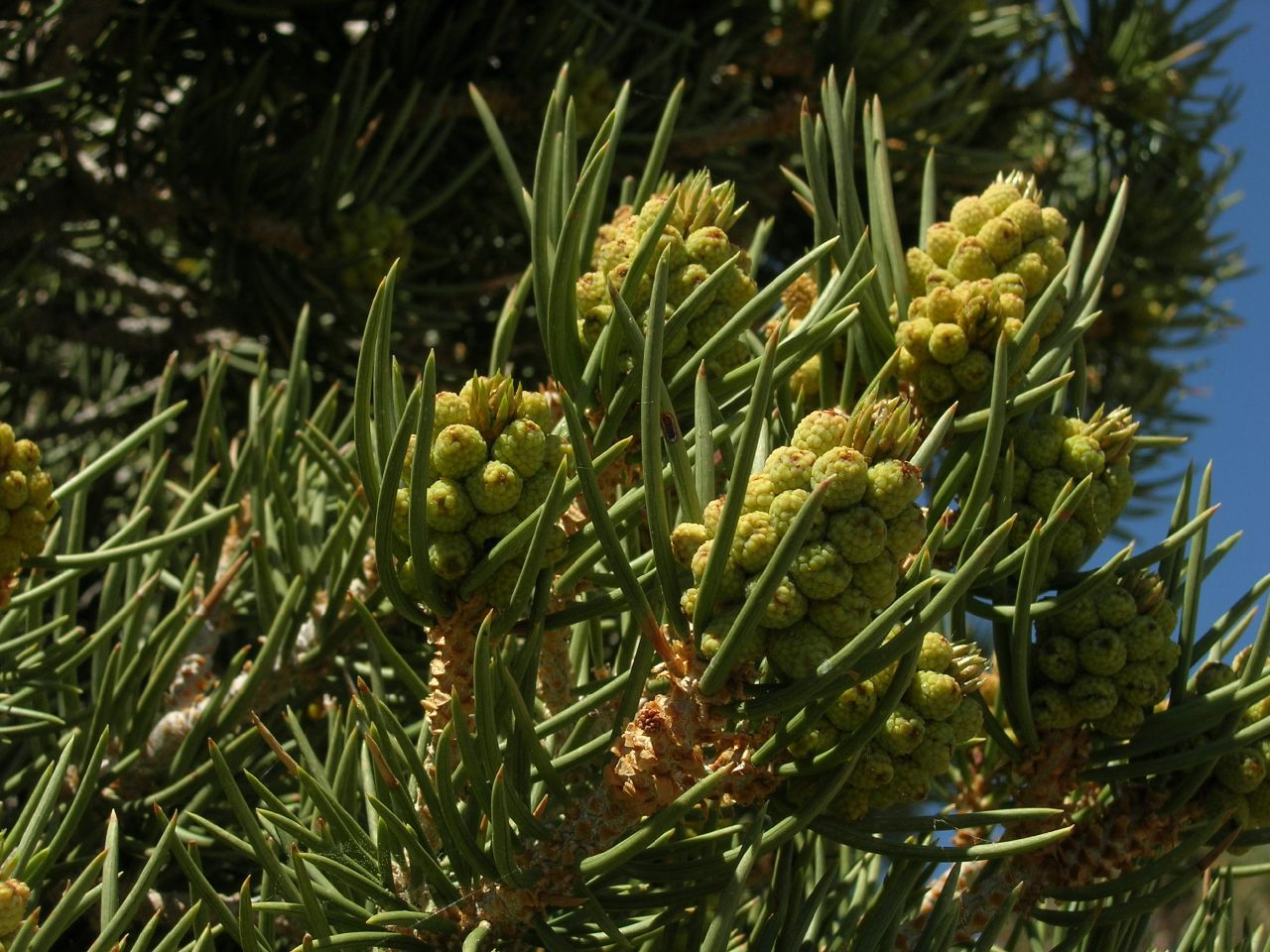
Samčí šištice na větvi, u hory Telescope Peak, v pohoří Panamint Range, okres Inyo County, stát Kalifornie, USA.
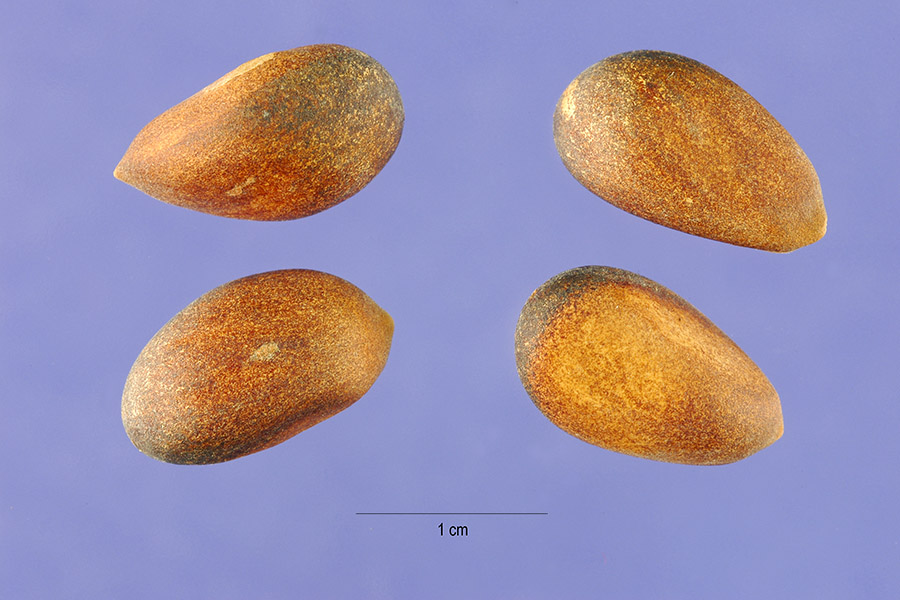
Semena borovice jednolisté
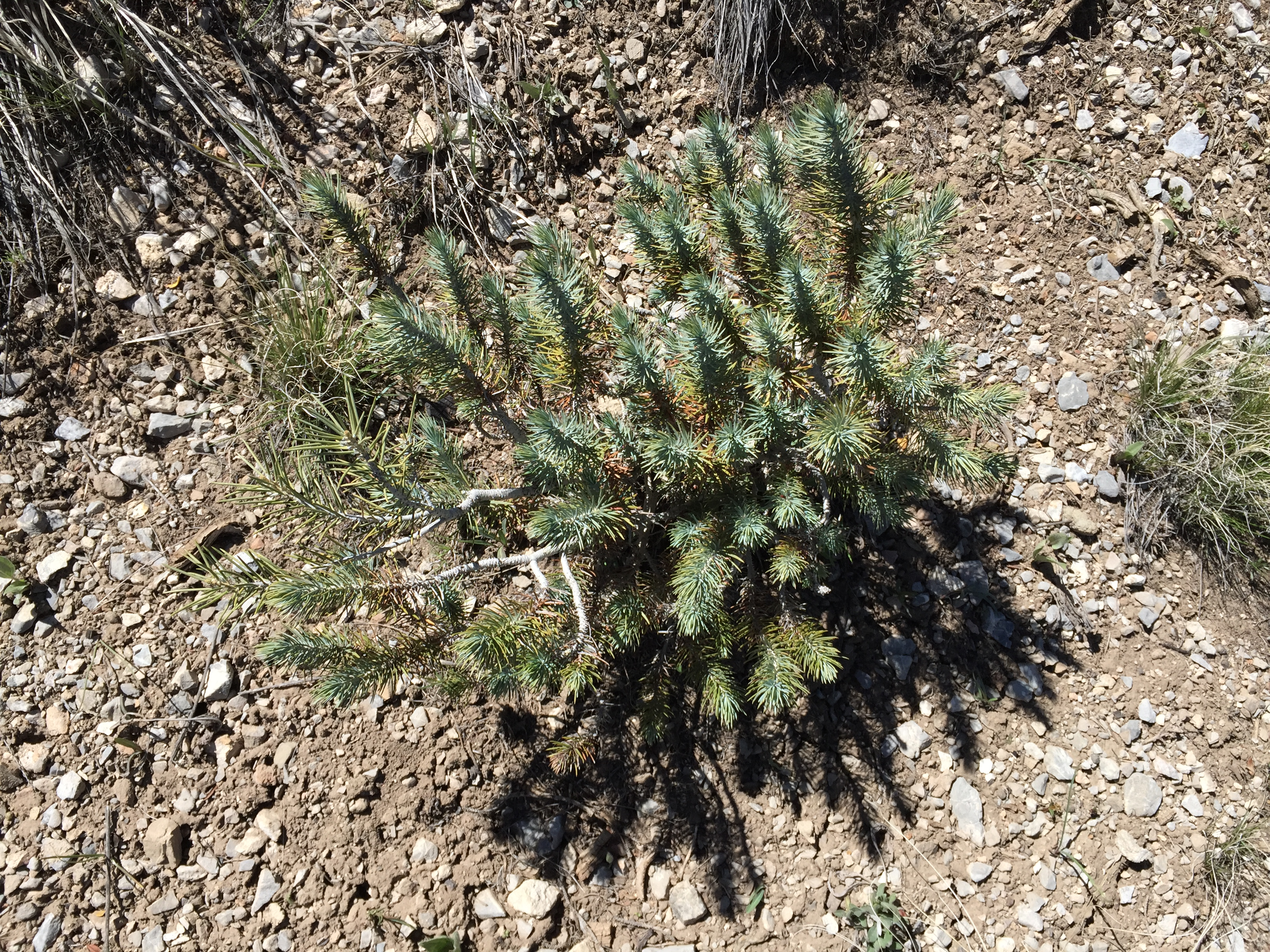
Semenáč borovice jednolisté, soutěska Maverick Canyon, v horském pásmu Pequop Mountains, v okresu Elko County, v Nevadě, v USA